# Louis Fonteneau
Louis Pierre Marie Fonteneau (Saint-Mihiel, 1º settembre 1907 – Nantes, 29 gennaio 1989) è stato un dirigente sportivo francese, noto per essere stato presidente del Football Club de Nantes dal 1969 al 1986.

## Carriera
Nato a Saint-Mihiel nel dipartimento della Mosa, da giovane si trasferì nell'ovest della Francia, iniziando a lavorare come direttore di un'azienda di prodotti per capelli.
Attorno agli anni cinquanta mosse i suoi primi passi nel mondo del calcio di un piccolo club di Chalonnes-sur-Loire.
Nel luglio 1958 entrò a far parte dello staff del club di Division 1 del Nantes come segretario, prima di diventarne presidente nel gennaio 1969 in seguito alle dimissioni di Jean Clerfeuille.
Sotto la sua presidenza, il club vinse il campionato per quattro volte (1973, 1977, 1980 e 1983) e una coppa nazionale (1979).
Oltre a portare il club ancora di più ai vertici del calcio francese, Fonteneau si occupa di modernizzare le strutture del club. Nei primi anni settanta avviò il progetto di costruzione di un centro di allenamento a La Jonelière nel comune di La Chapelle-sur-Erdre: i lavori iniziarono nel 1976 e il centro fu inaugurato nel settembre 1978.
Negli anni ottanta, invece, approfittando della volontà della federcalcio francese di rinnovare gli stadi francesi in occasione degli europei che la Francia avrebbe ospitato nel 1984, sempre sotto la sua presidenza venne inaugurato il nuovo Stadio della Beaujoire, costruito tra l'ottobre 1982 ed il gennaio 1984, che sostituì il vecchio Stadio Marcel Saupin.
Nel dicembre 1986, dopo diciannove anni di presidenza, lasciò il posto a Max Bouyer.
Morì d'infarto miocardico acuto in seguito ad un incidente stradale avvenuto in Place de Bretagne a Nantes, il 29 gennaio 1989.
Il giorno dopo della sua morte il Nantes propose e ottenne l'aggiunta del suo nome a quello ufficiale della Beaujoire , ridenominato ufficialmente Stade de la Beaujoire - Louis Fonteneau.